# Peter Steele

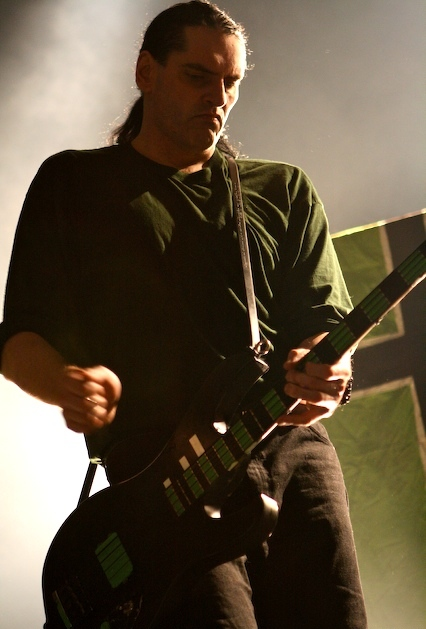
Peter Steele (2007)

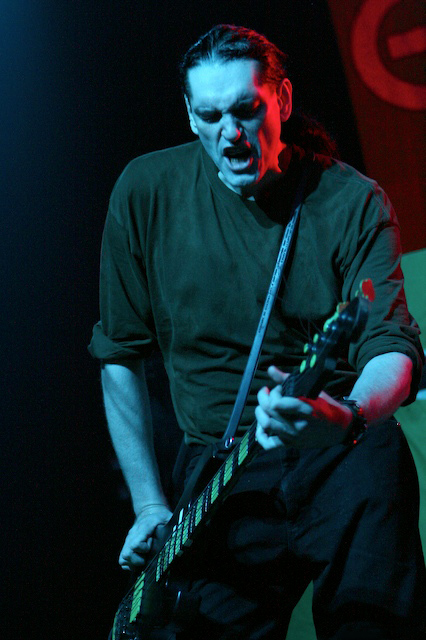
Peter Steele (2007)

Peter Steele, früher Lord Petrus Steele, eigentlich Peter Thomas Ratajczyk (* 4. Januar 1962 in Brooklyn, New York; † 14. April 2010 in New York), war ein US-amerikanischer Musiker. Er war Sänger, Bassist und Songwriter der Metal-Bands Carnivore und Type O Negative.

## Biografie
Der vor allem für seine kräftige Bassbariton-Stimme bekannte Steele war zunächst bei der Heavy-Metal-Gruppe Fallout und danach bei der Thrash-Metal-Band Carnivore als Sänger und Bassist tätig. Nachdem sich Carnivore vorerst aufgelöst hatten, gründete Steele, der seinerzeit noch für das New Yorker Parkamt arbeitete, zusammen mit Sal Abruscato, Kenny Hickey und Josh Silver die Musikgruppe Type O Negative. Steele war besonders in den Anfangsjahren der Band aufgrund vermeintlich rechtsextremen Gedankenguts in der Öffentlichkeit umstritten. Er selbst bestritt solche Vorwürfe immer. Er schuf später, inspiriert von den nordischen Flaggen und seinen eigenen skandinavischen Vorfahren, die Vinland-Flagge, die fortan auf den Veröffentlichungen der Band zu finden war.
Im August 1995 posierte Steele, der mit seiner Statur und seiner Körpergröße von 2,03 m eine imposante Erscheinung war, nackt für die US-Ausgabe der Playgirl. Als er jedoch erfuhr, dass rund 75 % der Leserschaft homosexuelle Männer sind, von denen ihm einige nun Avancen machen würden und er daraufhin der Häme der anderen Bandmitglieder und der Fans ausgesetzt sei, schrieb er das Lied I Like Goils (dt. Ich mag Mädels), welches 2003 auf dem Album Life Is Killing Me erschien und sich eindringlich an homosexuelle Verehrer wandte.
Steele, welcher auch polnische Vorfahren hatte, war sowohl für seinen Humor als auch für Trübsinn und Depressionen bekannt. 2005 versetzte er einige Fans in Aufruhr, da die Startseite der Website von Type O Negative einen Grabstein mit der Aufschrift Peter Steele 1962–2005 zeigte.
2007 nach weiteren persönlichen Widrigkeiten, wie dem Tod seiner Mutter 2005 und seiner Kokainsucht, verkündete Steele, er habe eine innere Wandlung durchgemacht, was am neuen Album hörbar sei. Steele bekannte sich offen zum römisch-katholischen Glauben.
Peter Steele starb am 14. April 2010 an den Folgen einer unbehandelten Aortendissektion. Laut Aussagen von Steeles Weggefährten Sal Abruscato (ehemals Schlagzeuger von Type O Negative) war man dabei, Steele in einen Krankenwagen zu bringen, als er noch vor Verlassen des Hauses starb. Vor seinem Tod hatte Steele neun Monate lang frei von Drogen gelebt und war dabei, Pläne für ein neues Album von Type O Negative in Angriff zu nehmen.